# Ћојлучко Поље
Ћојлучко Поље је насељено мјесто у граду Сребренику, Босна и Херцеговина.

## Историја
Ћојлучко Поље је настало 1990. године издвајањем из насеља Сребреник.

## Становништво
|             | 2013.        | 1991.         |
| Укупно      | 401 (100,0%) | 291 (100,0%)  |
| Бошњаци     | 378 (94,26%) | 276 (94,85%)1 |
| Босанци     | 15 (3,741%)  | –             |
| Неизјашњени | 7 (1,746%)   | –             |
| Хрвати      | 1 (0,249%)   | –             |
| Југословени | –            | 9 (3,093%)    |
| Остали      | –            | 5 (1,718%)    |
| Срби        | –            | 1 (0,344%)    |

1. 1 На пописима од 1971. до 1991. Бошњаци су пописивани углавном као Муслимани.